# Restarebol
Restarebol var den minsta byn i Okome socken,  Falkenbergs kommun. Den är sedan början av 1900-talet sammanslagen med Skräddagregården i grannbyn Okome.